# Hästskotjärnen (Hotagens socken, Jämtland, 710556-144171)
Hästskotjärnen är en sjö i Krokoms kommun i Jämtland och ingår i Indalsälvens huvudavrinningsområde. Hästskotjärnen ligger i Gråberget-Hotagsfjällen Natura 2000-område.